# Unión Nacional (España, 1900)

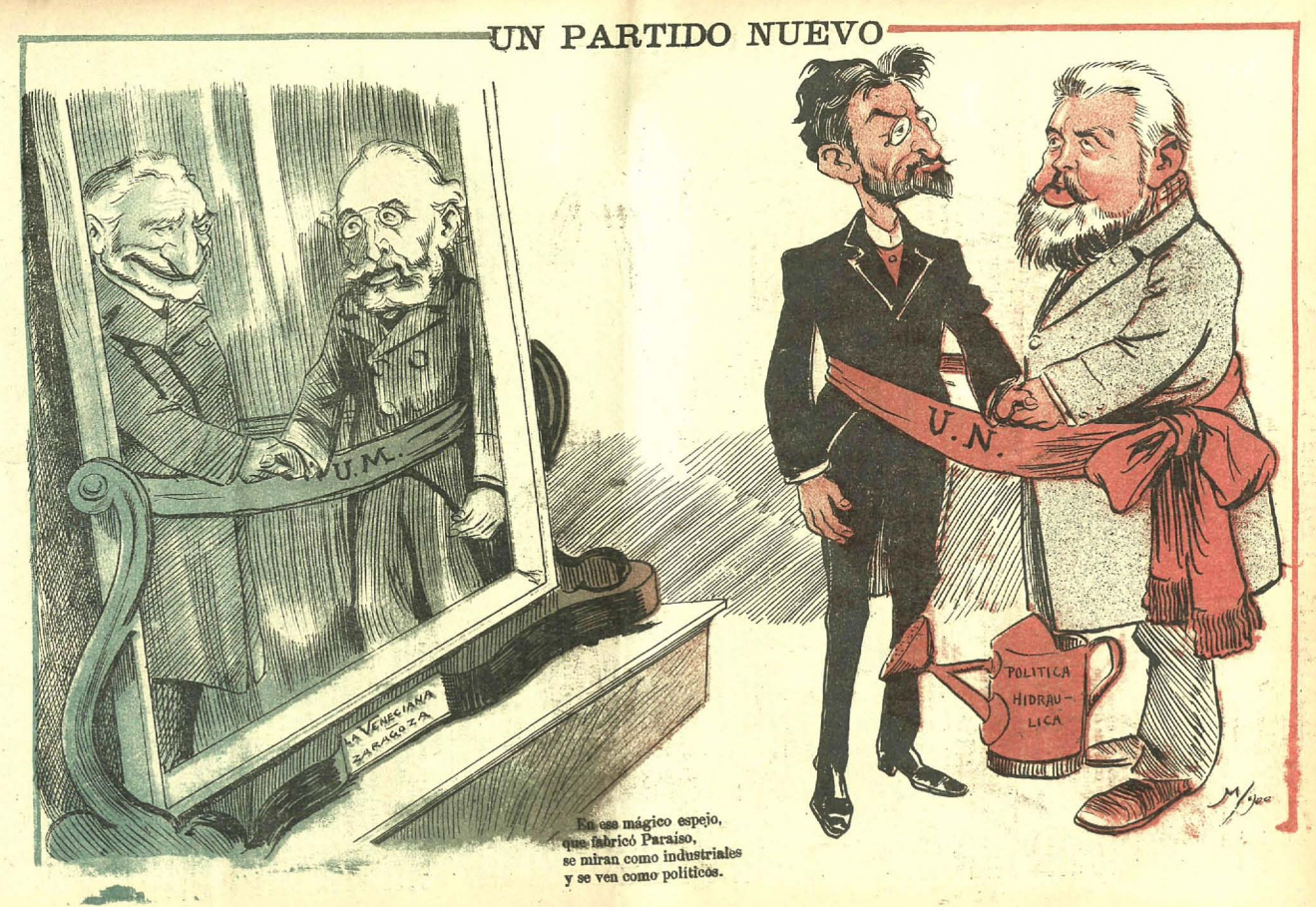
Un partido nuevo, caricatura publicada el 7 de marzo de 1900 en Gedeón, que hace referencia a la formación de la Unión Nacional y en la que aparecen representados Basilio Paraíso y Joaquín Costa.

La Unión Nacional fue una organización política y partido político español fundado a comienzos del siglo XX, con una vida muy escasa. Se acordó su constitución en Valladolid, en enero de 1900; finalmente se produjo la fusión de la Liga Nacional de Productores y de las Cámaras de Comercio, el 1 de marzo de 1900, con la que la iniciativa tomaría forma.
Uno de sus principales miembros fue el político aragonés Joaquín Costa (de la Liga Nacional de Productores), junto a Basilio Paraíso (de las Cámaras del Comercio) y Santiago Alba. La ejecución del programa regeneracionista y la sustitución de la clase política debían ser catalizados por la figura del rey, «ejerciendo [este] de verdad su poder moderador». En septiembre de 1900 Costa ya expresaría su alejamiento de la Unión Nacional y en 1901 cundía el desánimo; la agrupación estaría muy debilitada en torno a esas fechas, habiendo «fracasado totalmente» hacia 1902. Raymond Carr afirma que la Unión Nacional no logró causar impacto en la política española y, según Cheyne, habría fracasado por «llevar en sí los gérmenes de su propia desintegración».

«la Unión Nacional no tiene hoy en sus manos la llave de la revolución ni activa ni pasiva y se cogerá algo más que los dedos, el cuerpo entero, si la intenta, comprometiendo su posición presente y hasta su existencia».
Joaquín Costa (Andrés-Gallego, 1981, p. 418,Varela Ortega, 2001, p. 384)